# Ehemalige Oberförsterei (Darmstadt)
Die ehemalige Oberförsterei in der Heidelberger Landstraße 171 ist ein Bauwerk in Darmstadt-Eberstadt.

## Geschichte und Beschreibung
Die ehemalige Oberförsterei wurde in den Jahren 1896 bis 1898 erbaut.
Das zweigeschossige Gebäude vom Villentypus wurde im Landhausstil errichtet.
Eine rückwärtige Remise wurde im gleichen Stil erbaut.
Durch seitliche, turmartig verschachtelte Anbauten besitzt das Bauwerk eine differenzierte Dachlandschaft.
Das Dach besitzt eine Biberschwanzdeckung.
Im Krüppelwalmgiebel zur Heidelberger Landstraße hin befindet sich ein rustikaler, breiter Holzbalkon mit einer Hirschkopfjagdtrophäe.
Die verputzte Fassade besitzt handwerklich bearbeitete Sandsteinfenstergewände.
Am Gebäude befindet sich zudem eine gearbeitete Wetterfahne mit Jagdmotiv.

## Denkmalschutz
Die ehemalige Oberförsterei ist aus architektonischen, baukünstlerischen und stadtgeschichtlichen Gründen ein Kulturdenkmal.